# Pardines (Spanyolország)
Pardines egy község Spanyolországban, Girona tartományban. Pardines Queralbs, Vilallonga de Ter, Ogassa és Ribes de Freser községekkel határos. Lakosainak száma 161 fő (2024).

## Népesség
A település népessége az elmúlt években az alábbi módon változott:
| Lakosok száma | 178  | 512  | 391  | 352  | 118  | 154  | 159  | 155  | 162  | 161  |
|               | 1717 | 1887 | 1936 | 1960 | 1986 | 2004 | 2009 | 2014 | 2019 | 2024 |